# Jarosławice (Ukraina)
Jarosławice (ukr. Ярославичі) – wieś na Ukrainie w rejonie tarnopolskim należącym do obwodu tarnopolskiego. 
W II Rzeczypospolitej miejscowość w powiecie zborowskim województwa tarnopolskiego.
W latach 1943–1945 nacjonaliści ukraińscy z OUN-UPA zamordowali 6 Polaków.
We wsi urodził się Stanisław Płaza.
Do 2020 w rejonie zborowskim.